# Empolvados
El empolvado es un dulce típico chileno elaborado con harina y relleno de manjar. Su nombre se debe a que están espolvoreados con azúcar flor. Su elaboración no tiene mayor dificultad y no lleva más de veinte minutos para una pequeña cantidad.

## Historia
Existe una historia de como se fue desarrollando la producción de los empolvados y de los otros ya mencionados dulces de La Ligua, cual comenzó en los años 1930 y, según historiadores, existió un maestro pastelero que trabajaba para las hermanas Brito, que al parecer conocía la receta secreta para obtener ese sabor tenue y tan característico que poseen los dulces de esta zona.[cita requerida] El nombre de este maestro era Juan de Arancibia, y llegó a ser tan reconocido, que las éstas empezaron a embarcar y enviar dulces a Valparaíso y Santiago. La receta se comenzó a difundir entre otras familias como los Cosmelli, los Veas, las señoras Albina Figueroa, Elba, y los Tordecillas. Como consecuencia de lo anterior se dejó de conocer una receta fija, ya que cada generación le fue agregando nuevas fórmulas, y así creando la gran variedad de texturas, formas y sabores.[cita requerida]
En las siguientes décadas los dulces de La Ligua fueron ganando más prestigio, y se convirtieron en los primeros en la tradición dulcera chilena, seguido muy cerca por las tortas de Curicó y los dulces de Curacaví.[cita requerida]

## Comercialización

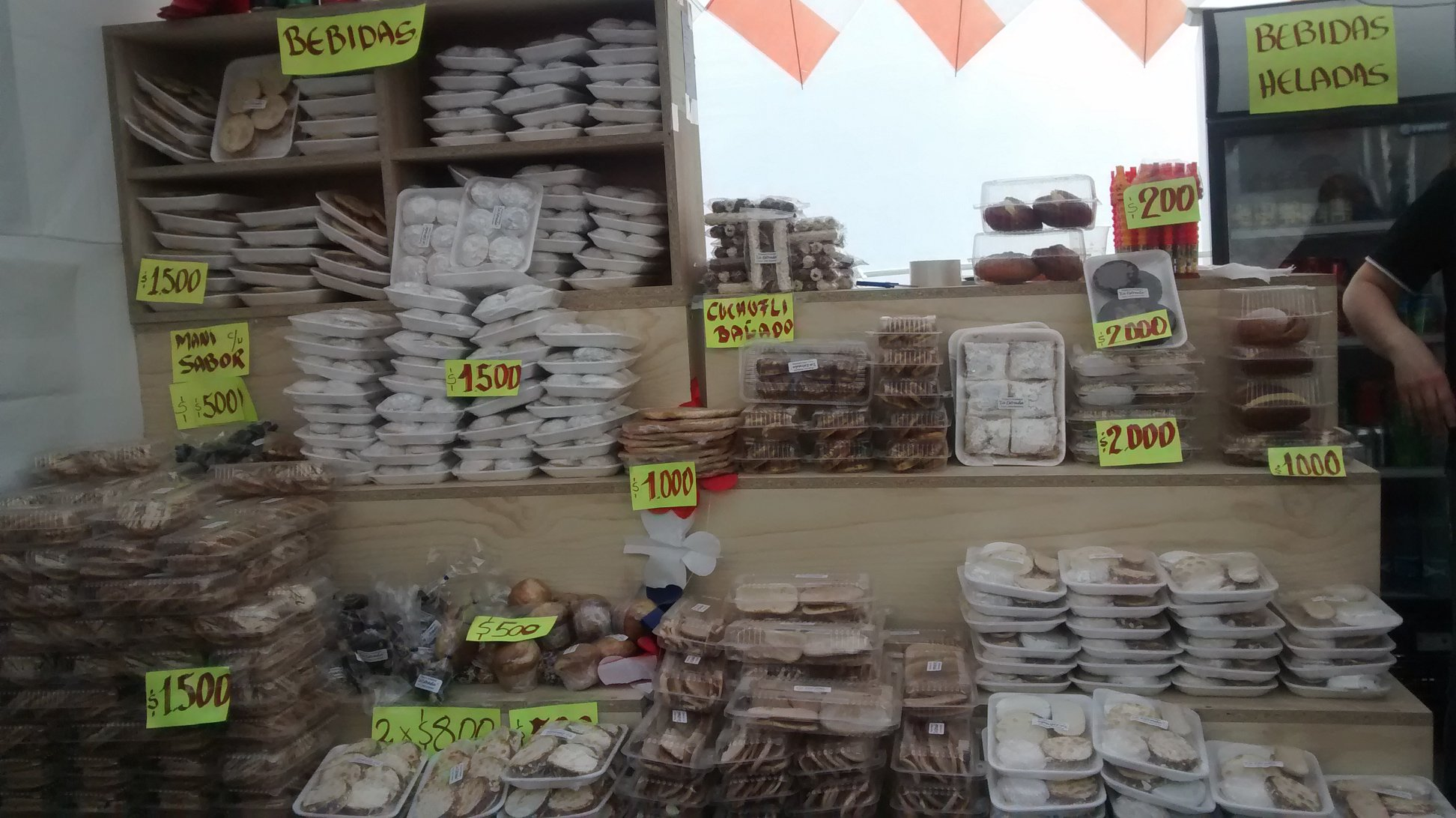
Local de ventas de empolvados.

En las carreteras en Chile es frecuente ver «palomitas blancas» vendiendo empolvados, o dulces típicos, tales como los dulces de La Ligua entre los que están los exquisitos chilenitos, alfajores, mantecados, merengues y los dulces de mil hojas.[cita requerida]

## Ingredientes
Los ingredientes para un aproximado de seis personas son los siguientes:
- Seis huevos
- Una cucharada de polvos de hornear
- Seis cucharadas de azúcar
- Seis cucharadas de harina
- Un tarro de manjar

## Preparación
- Batir las yemas de huevo con la mitad del azúcar hasta que se forme una sustancia pastosa de color blanco.
- Batir las claras de huevo a punto de nieve y agregar el resto del azúcar sin dejar de batir.
- Luego se juntan ambas mezclas suavemente. Se agrega la harina y los polvos de hornear y se mezcla para formar una masa uniforme.
- Separar la mezcla en pares de tamaño más pequeños. Luego poner en una lata de horno separando las masas para que no se peguen entre sí a una temperatura de 180 °C durante de 7 min hasta que estén firmes pero sin dorar.
- Unir de a dos las masas utilizando manjar, finalmente empolvorar con azúcar flor.

## Reconocimientos
En julio de 2019 los dulces de La Ligua fueron nombrados Patrimonio Cultural Inmaterial de Chile por el Ministerio de las Culturas, las Artes y el Patrimonio.